# Baltimore and Potomac Railroad Station

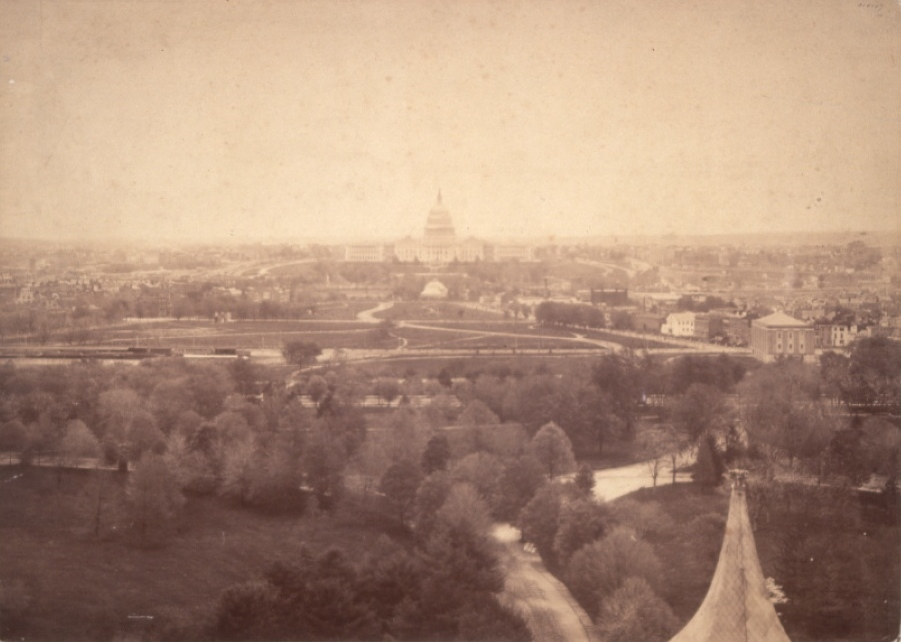
Vista del lado este del Mall en 1879. Un tren en la estación puede verse a la izquierda. El edificio rectangular a la derecha es el Arsenal.

La Baltimore and Potomac Railroad Station, también conocida como la Pennsylvania Railroad Station, fue una estación de tren propiedad de la Pennsylvania Railroad y operado por la Baltimore and Potomac Railroad en Washington D. C., entre el 2 de julio de 1872 hasta su cierre en 1907. Se ubicaba en la esquina sur de la intersección de las calles 6 noroeste y B noroeste (hoy la Constitution Avenue), en la ubicación que hoy ocupa el edificio oeste de la National Gallery of Art. Fue en esta estación de trenes que el Presidente de los Estados Unidos James A. Garfield fue asesinado por Charles Guiteau.

## Descripción
El edificio principal de la estación tenía un frontis de 40 metros en la calle B noroeste y un frente de 30 metros en la calle 6. Fue construido en estilo gótico victoriano, 15 metros de alto de ladrillo rojo y mortero negro y líneas intermedias de piedra de Ohio. Hubo tres torres cubiertas con tejados de pizarra roja, azul y verde y adornadas con hierro ornamental, incluyendo una torre de reloj de 33 metros en la esquina. El nivel bajo albergaba salas de espera, salas de equipajes y taquillas con oficinas.
Se compró más terreno en la Avenida Virginia para albergar locomotoras. Un cobertizo de trenes de hierro al sur del edificio de la terminal se levantó. Tenía 200 metros de largo y 40 metros de ancho y columnas de hierro decoradas de 8 metros que soportaban un tejado en arco de unos 13 metros en su punto más alto. El acro estaba decorado con un águila y sus lados con figuras ornamentales.
Las vías corrían hacia el sur desde la estación a lo largo de la calle 6 hasta un triángulo ferroviario en la calle 6 suroeste, Maryland Avenue suroeste, y Virginia Avenue suroeste. Irónicamente, las vías a lo alrgo de Maryland Avenue corrían sobre el Long Bridge hacia Virginia, y las vías en Virginia Avenue iban hacia el este rumbo a Maryland.

## Historia

### Aprobación en el Congreso
La Baltimore and Potomac Railroad, inaugurada el 2 de julio de 1872, operó entre Baltimore y Washington, donde inicialmente se levantó una estación temporal de madera. El 1 de abril de 1872, por una mayoría de 115 contra 55, la Cámara de Representantes aprobó una ley que permitió que el Baltimore and Potomac Railroad (propiedad de Pennsylvania Railroad) construyera un patio en el terreno ubicado en la esquina de las calles 6 noroeste y B noroeste, justo al norte del Arsenal. La ley había sido boicoteada por un tiempo por la oposición. El 21 de mayo de 1872, Una norma que confirma la acción de la junta de cajeros y el consejo de comunes de la ciudad de Washington, autorizando la construcción de un patio depósito para la Baltimore and Potomac Railroad Company, y otros propósitos fue ratificada.
El parágrafo pertinente al depósito decía: 

Empezando en la esquina suroeste de las calles 6 y B norte, yendo hacia el oeste 50 metros a lo largo de la calle B, de ahí al sur 160 metros hasta la actual línea del canal, luego al este 50 metros hasta la línea de la calle 6, luego al norte por la calle 6 hasta el lugar de inicio, y la mencionada compañía deberá, mientras los Estados Unidos puedan proveer, tener el derecho de mantener, usar y ocupar esos terrenos para el propósito de construir ahí una estación de pasajeros y no otro.

### Construcción
La preparación del terreno empezó antes de que se aprobara la ley. Estaba ubicado a una cuadra del mercado más grande la ciudad, Center Market, que abrió unos pocos después ese mismo año. Las plataformas temporales se levantaron y las cuadrillas de construcción empezaron a preprarar el tendido de pistas hasta la calle 6. La estación fue diseñada por Joseph M. Wilson, arquitecto y principal ingeniero asistente del departamento de construcción del Pennsylvania Railroad; el ingeniero en cargo fue Joseph Wood.
El terreno presentó problemas desde que era un antiguo pantano, el lecho de Tiber Creek; la estación fue construida sobre el antiguo Washington City Canal. Un cimiento de metro y medio de piedra se colocó sobre pilotes enterrados a tres metros de profundidad.
La nueva estación abrió en 1873. La construcción se terminó el 16 de julio de 1874, y una celebración con una colecta para los trabajadores se llevó a cabo en el Platz's Saloon.

### Asesinato de James Garfield

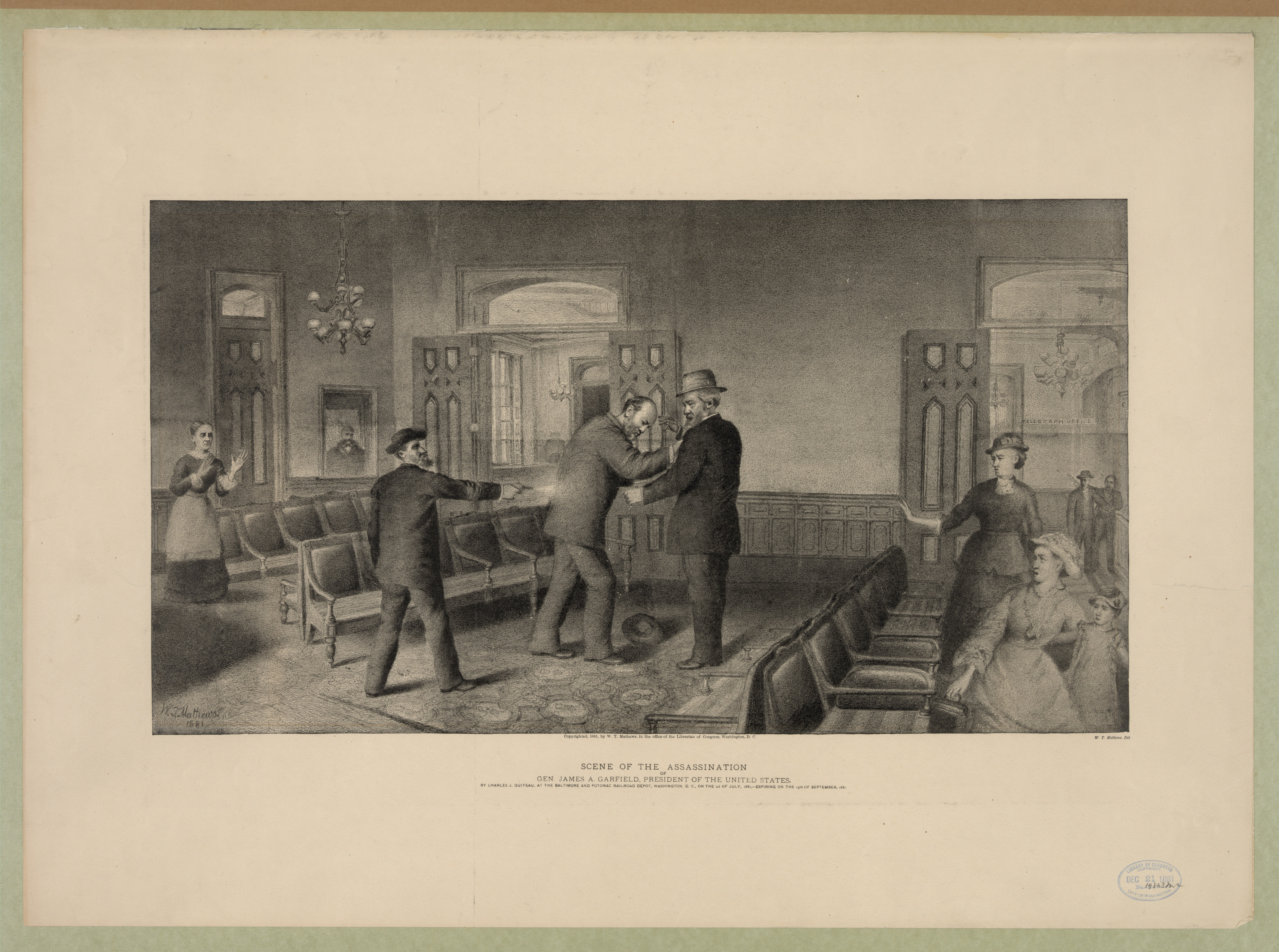
Ilustración contemporánea del asesinato

El 2 de julio de 1881, se anunció en los periódicos locales que el presidente James A. Garfield se iría por vacaciones de verano. En su ruta a tomar un tren hacia Nueva Jersey, fue disparado por la espalda por el asesino Charles Guiteau mientras caminaba en el lobby de la estación junto con James G. Blaine. Mientras el presidente sobrevivió al disparo inicial, los doctores removieron sus heridas con objetos no esterlizados en búsqueda de la bala. Las infecciones bacterianas que causaron en la herida terminaron causando su muerte en septiembre.

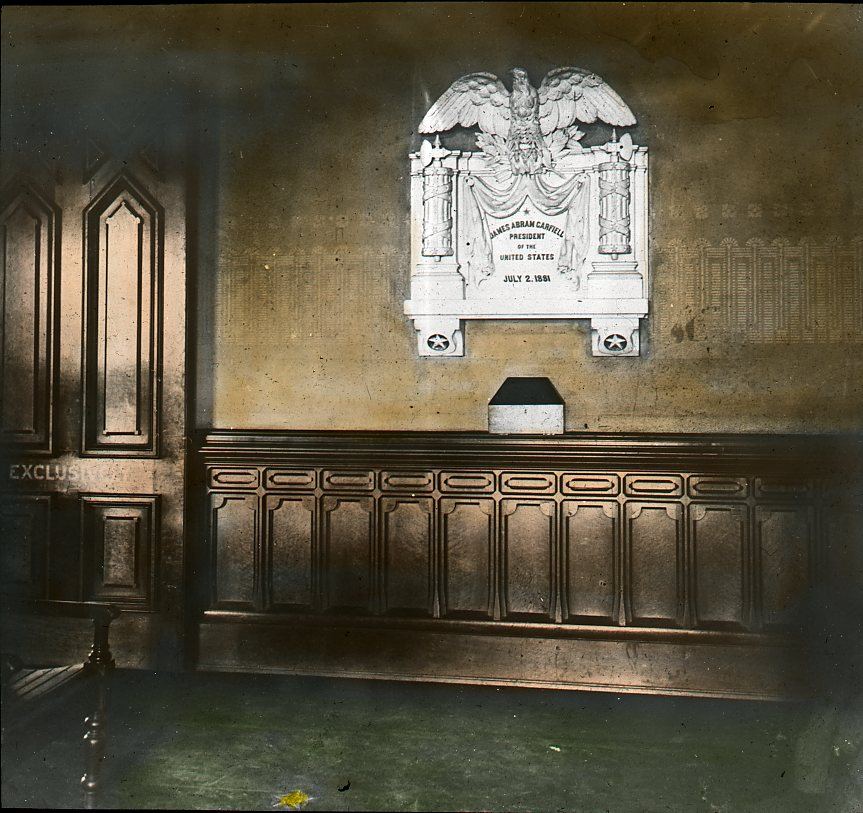
Marca de homenaje en la estación con una estrella dorada en el piso

Una marca fue ubicada en la estación del tren luego de la muerte del presidente y se colocó una estrella dorada en el piso para marcar el lugar del atentado. La marca y la estrella se perdieron cuando la estación fue derruida en 1908.
Garfield Circle con el Monumento a James A. Garfield se ubica seis cuadras al sureste de donde se dio el atentado. El monumento fue develado el 12 de mayo de 1887 mientras la estación aún estaba activa y el asesinato aún se mantenía en la memoria local.
El 2 de marzo del 2019, el National Park Service levantó paneles de exhibición para marcar el sitio del asesinato.

### Clausura y demolición

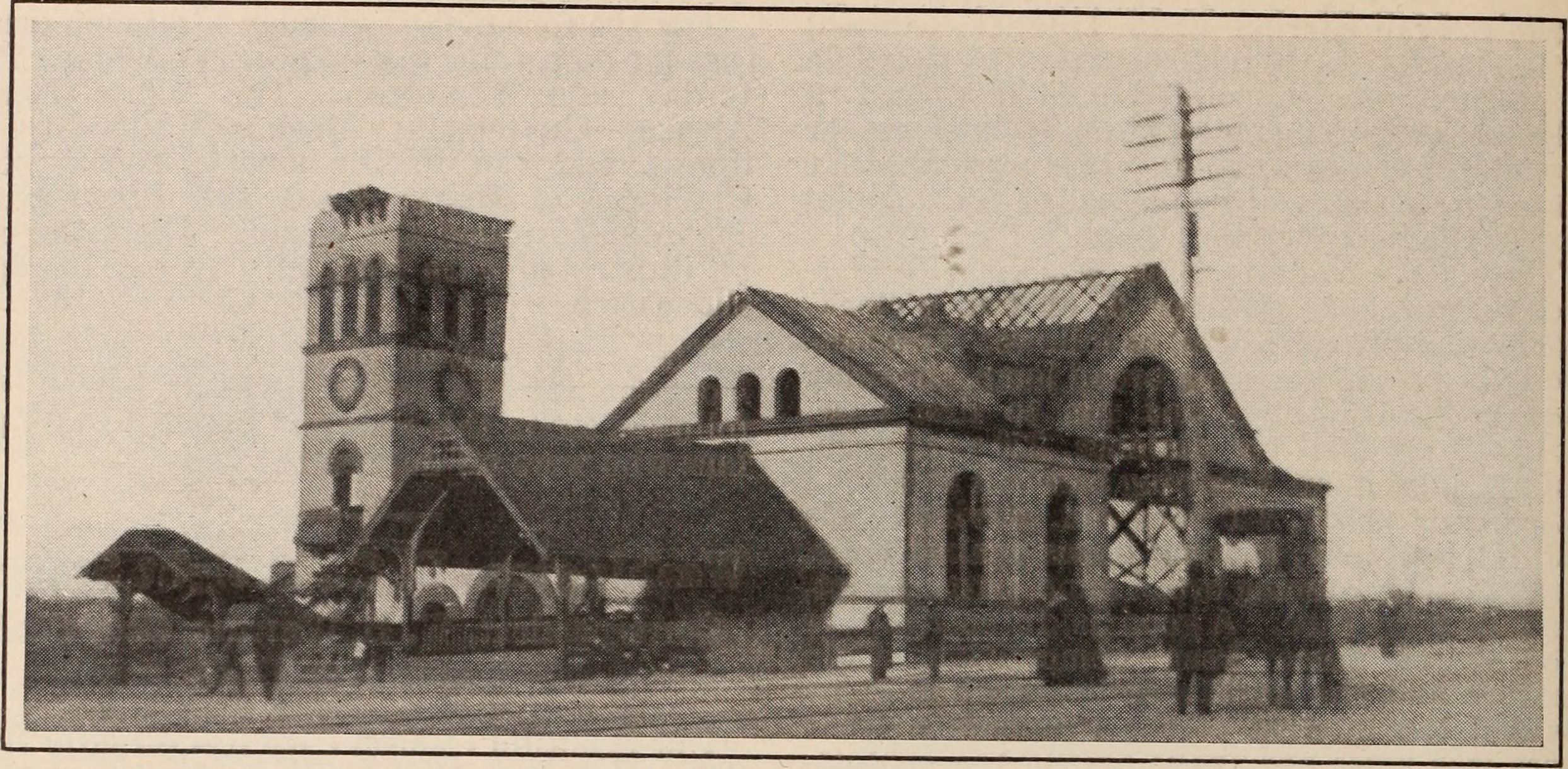
La estación en proceso de ser demolida en 1908

En 1907, tanto la New Jersey Avenue Station y la Baltimore and Potomac Railroad Station cerraron para ser reubicadas en la recientemente construida Union Station. La B&O Railway decidió de empezar a utilizar la Union Station el 26 de octubre de 1907 mientras que el Pennsylvania Railway lo hizo a partir del 16 de noviembre de 1907
El 15 de marzo de 1908, el Philadelphia, Baltimore and Washington Railway Company liberó sus derechos sobre la estación en la calle 6 noroeste y la calle B noroeste al gobierno estadounidense por $1,500,000. Según un periódico local, la estación fue demolida por orden del presidente Theodore Roosevelt antes del 17 de diciembre de 1908 sin informar al público.

### El terreno
Para 1914, la ubicación se convirtió en el sitio designado para el George Washington Memorial Building de la George Washington Memorial Association.  Sin embargo, el terreno fue ocupado por dos de los edificios temporales en el National Mall entre 1918 hasta 1921. El 14 de noviembre de 1921, una ceremonia se realizó par aponer la primera piedra del nuevo edificio.
No obstante, el edificio nunca se construyó y en 1937, se decidió utilizar el terreno para la Galería Nacional de Arte. La construcción de los cimientos empezó ese mismo año. El 21 de agosto de 1937, The Washington Post reportó que la primera piedra había sido excabada. Una pequeña caja de metal se encontró dentro y se le entregó a David E. Finley, fiduciario de la Galería de Arte. Fue entregada a A. K. Shipe, antiguo abogado del fallido proyecto. Una gran estrella dorada fue encontrada en la baja y se creó que era la estrella de la estación que marcaba el sitio donde el presidente Garfield había sido disparado.
El edificio oeste de la Galería Nacional de Arte en el National Mall fue terminado en el terreno y fue aceptado de parte del pueblo estadounidense por el presidente Franklin D. Roosevelt el 17 de marzo de 1941.